# أولاد علي بن ابراهيم (أولاد صالح)
أولاد علي بن إبراهيم هي إحدى مشيخات المملكة المغربية، تتبع جغرافيا لإقليم النواصر وإداريًا لأولاد صالح. يقدر عدد سكانها بـ 1534 نسمة حسب الإحصاء الرسمي للسكان والسكنى لسنة 2004.